# Catenária

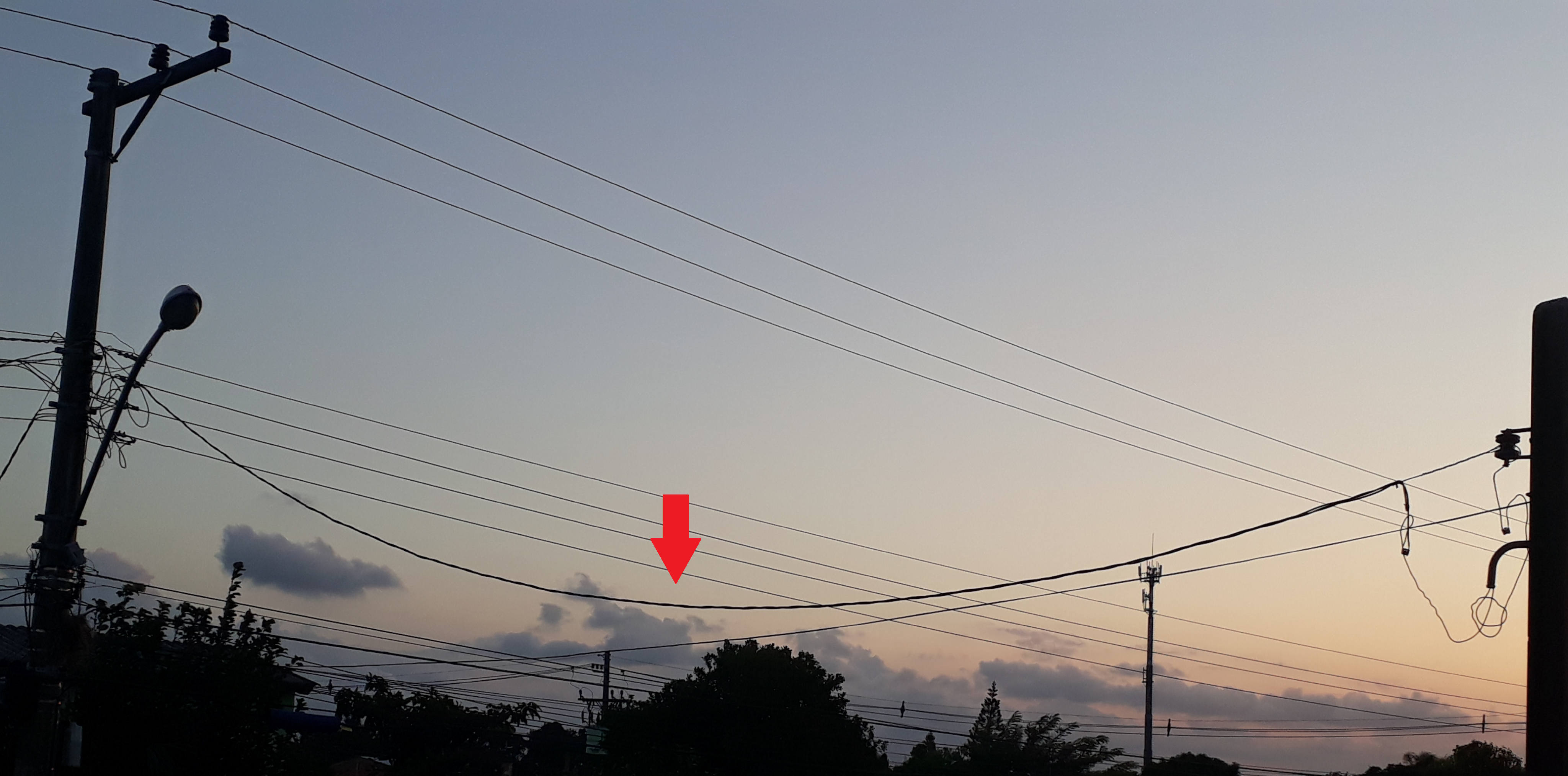
Catenárias também podem ser encontradas em cabos de transmissão elétrica suspensos entre postes

Em matemática, catenária é a curva assumida por uma corrente ou cabo flexível suspensa fixada apenas por suas extremidades e sujeita somente à força de seu próprio peso (gravidade). A curva catenária tem um formato semelhante a letra U ou a um arco de parábola e é bastante comum, estando presente, por exemplo, no design de alguns arcos arquitetônicos.

## Aspectos históricos
A palavra "catenária" vem do Latim catena, que significa corrente. Christiaan Huygens foi o pioneiro no uso do termo catenária em uma correspondência com Gottfried Leibniz em 1690.

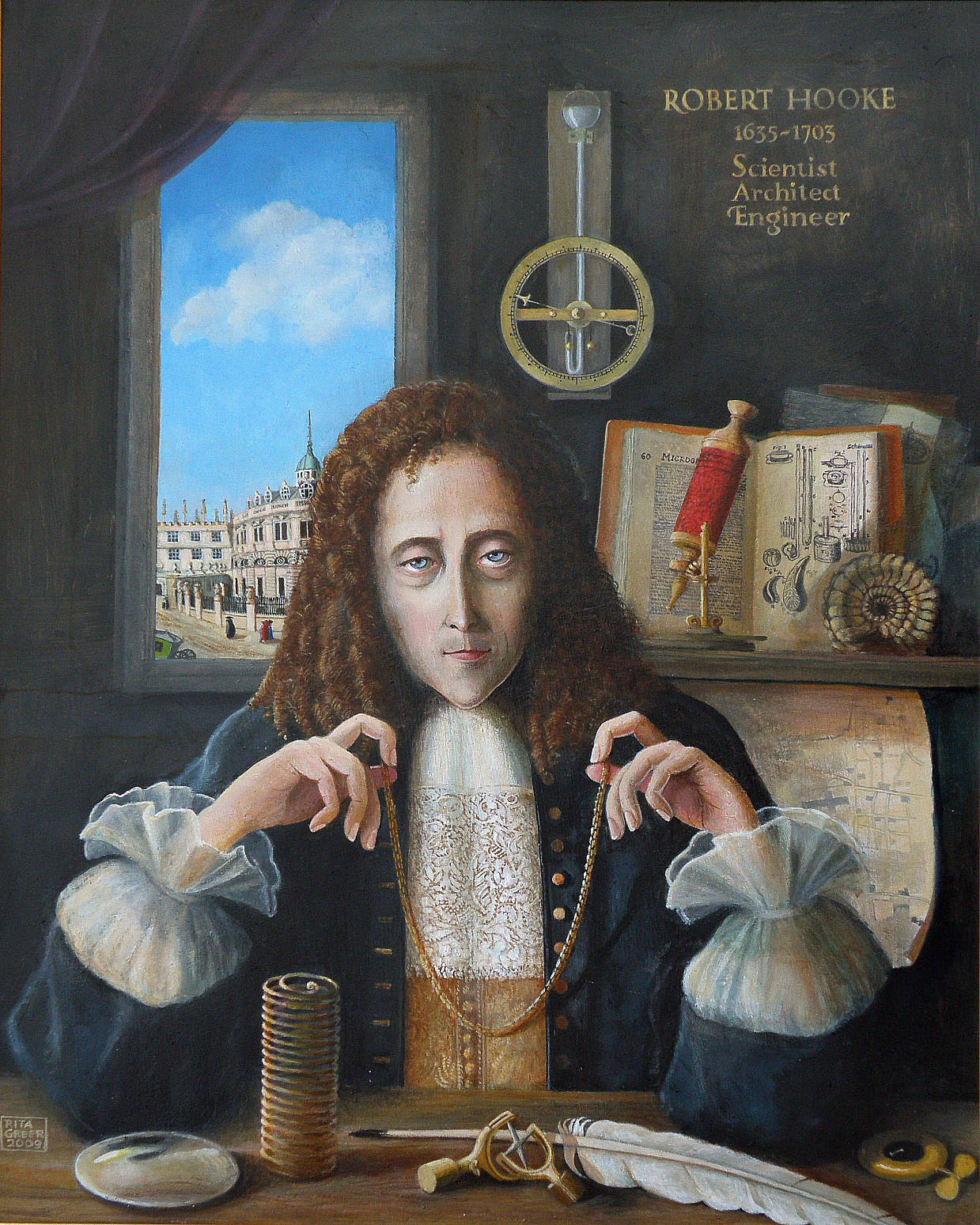
Robert Hooke segurando uma corrente formando a catenária

O problema de descrever matematicamente a curva catenária foi proposto, oficialmente, por Jakob Bernoulli, que, em 1690 no Acta Eruditorum, periódico científico da época, lançou o desafio: “E agora vamos propor este problema: encontrar a curva formada por um fio pendente, livremente suspenso a partir de dois pontos fixos”. Anteriormente, Galileu Galilei já havia demonstrado interesse no problema e propôs que a curva, devido a sua aparência, seria aproximadamente uma parábola. No entanto, em 1646 Christiaan Huygens, aos 17 anos, demonstrou que a catenária não poderia ser uma parábola. Demonstração realizada também por Joachim Jungius em 1627, divulgada, contudo, postumamente, em 1669. As resoluções corretas para o problema, apresentadas por Gottfried Leibniz, Huygens e Johann Bernoulli, foram publicadas em junho de 1691 no Acta Eruditorum.
Na arquitetura, o pioneiro a propor a curva catenária no design de arcos foi o cientista Robert Hooke. Motivado pela reconstrução da Catedral de São Paulo, em Londres, buscava o formato ideal para a construção de arcos, feito com a menor quantidade possível de materiais e com boa estabilidade. Em 1671 anunciou a The Royal Society que havia descoberto a maneira ideal de construir arcos, sem, no entanto, dizer qual seria. Em 1675, publicou no apêndice do seu livro “A Description of Helioscopes and Some Other Instruments” um anagrama encriptado que revelaria, nas suas palavras, “a verdadeira forma matemática e mecânica para a construção de arcos de todos os tipos”, no entanto, não divulgou a resolução do anagrama enquanto vivo. Somente em 1705, dois anos após seu falecimento, o responsável pelo espólio de Hooke publicou a solução: “Ut pendet continuum flexile, sic stabit contiguum rigidum inversum”, o que significa “Assim como uma forma flexível e contínua fica pendurada, quando invertida, permanecerá contiguamente rígida”.

## Descrição matemática
A equação da catenária em coordenadas cartesianas é dada pelo cosseno hiperbólico e a sua equivalente exponencial:

Catenárias para diferentes valores do parâmetro "a".

{\displaystyle y=a\cosh \left({x \over a}\right)={a \over 2}\left(e^{x/a}+e^{-x/a}\right)}
na qual o parâmetro {\displaystyle a={\frac {To}{p}}} relaciona a componente horizontal da tensão ({\displaystyle To}) com o peso por unidade de comprimento {\displaystyle (p)}.
A equação de Whewell é:
{\displaystyle s=a\tan \varphi }
na qual {\displaystyle s} é o comprimento de arco e {\displaystyle \varphi } o ângulo entre a reta tangente à curva e o eixo {\displaystyle x}.
A equação de Cesàro é:
{\displaystyle \kappa ={\frac {a}{a^{2}+s^{2}}}}
na qual {\displaystyle \kappa } é a curvatura.
A equação do raio de curvatura é:
{\displaystyle \rho =a\sec ^{2}\varphi }

### Propriedades
Quando uma parábola rola sem deslizar sobre a reta tangente à sua curva, a rolete traçada pelo seu foco (denominado gerador ou polo) é uma catenária.
A envolvente de uma catenária é uma tractriz.
Rodas em forma de qualquer polígono regular, com exceção do triângulo, conseguem rolar sem saltar em uma superfície constituída por saliências de catenárias invertidas, desde que as dimensões das catenárias e do polígono sejam coerentes.
A revolução da catenária em torno de um eixo adequado gera a superfície de mínima área catenoide, que é a forma assumida por uma película de água e sabão limitada por dois círculos, demonstração feita por Euler em 1744.

## Análise
No problema da catenária existem duas condições importantes: o cabo é considerado flexível, logo as tensões são sempre tangentes a curva, e está em equilíbro, ou seja, as forças resultantes nas direções x e y devem ser nulas. A partir destas duas condições são obtidas as equações que darão início à demonstração matemática.

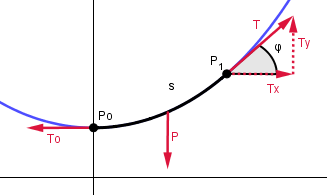
Gráfico da curva catenária (em azul) e outras representações úteis para o entendimento da demonstração

Considerando, primeiramente, o comprimento de arco {\displaystyle s} entre o ponto mais baixo da curva Po (0,y) e P1 (x,y). Neste pedaço da curva atuam três forças: a tensão To no Po, a tensão T no P1 e a força peso. A To atua somente na direção x, sendo seu vetor definido como ({\displaystyle -To},0). A força peso atua somente na direção y, sendo seu vetor definido como (0, -{\displaystyle ps}), no qual {\displaystyle p} é o peso por unidade de comprimento. A tensão T atua na direção da reta tangente à curva no ponto P1 (devido à flexibilidade do fio) e pode ser decomposta em dois vetores paralelos aos eixos x e y, sendo seu vetor definido como ({\displaystyle T\cos \varphi }, {\displaystyle T\operatorname {sen} \varphi } ) ou ({\displaystyle Tx}, {\displaystyle Ty}).
Devido à condição de equilíbrio:
Na direção x: {\displaystyle T\cos \varphi \ +(-To)=0\therefore T\cos \varphi =To} (1)
Na direção y: {\displaystyle T\operatorname {sen} \varphi +(-ps)=0\therefore T\operatorname {sen} \varphi =ps}(2)
Dividindo a equação (2) pela (1):
{\displaystyle tan\varphi ={\frac {ps}{To}}\longrightarrow {\frac {dy}{dx}}={\frac {ps}{To}}}  (3)
sendo que é conveniente definir o parâmetro {\displaystyle a={\frac {To}{p}}}.
Observação: A solução da equação (3) é a função que descreve a catenária. Para resolvê-la é necessário expressá-la com apenas duas variáveis (x e y(x)) em vez de três (x, y(x) e s(x)) por isso é preciso diferenciar em relação a x e substituir o termo referente ao comprimento de arco.
{\displaystyle {d^{2}y \over dx^{2}}={1 \over a}{ds \over dx}} (4)
A partir da fórmula do comprimento de arco tem-se que:
{\displaystyle {\frac {ds}{dx}}={\sqrt {1+\left({\frac {dy}{dx}}\right)^{2}}}} (5)
Substituindo a equação (5) na (4):
{\displaystyle y\prime \prime ={1 \over a}{\sqrt {1+(y\prime )^{2}}}} (6)
que é uma Equação Diferencial Ordinária de segunda ordem redutível à primeira ordem através de uma substituição de variáveis.
{\displaystyle y\prime =z(x)}
{\displaystyle {dz \over dx}={1 \over a}{\sqrt {1+z^{2}}}}

Animação que compara os gráficos da catenária (vermelho) e Parábola (azul) através da variação do parâmentro a na equação da catenária

Separando as variáveis e integrando:
{\displaystyle \int {dz \over {\sqrt {1+z^{2}}}}={1 \over a}\int {dx}}
obtém-se:
{\displaystyle z+{\sqrt {1+z^{2}}}=\pm e^{\left({\frac {x}{a}}\right)}}
Como no ponto P1 a derivada {\displaystyle y'} é positiva, o termo {\displaystyle e^{\left({\frac {x}{a}}\right)}} será positivo.
Isolando {\displaystyle z}, ou seja, {\displaystyle y'}, e integrando:
{\displaystyle y=\int {{e^{\left({\frac {x}{a}}\right)}-e^{-\left({\frac {x}{a}}\right)} \over 2}dx}=a\ {e^{\left({\frac {x}{a}}\right)}+e^{-\left({\frac {x}{a}}\right)} \over 2}+C}
A constante C pode ser igualada a 0 dependendo da posição do eixo y, portanto:
{\displaystyle y=a\ cosh\left({x \over a}\right)}.

## Aplicações
Uma força aplicada em um ponto qualquer da curva é distribuída igualmente por todo material, proporcionando maior estabilidade à estrutura.  Por isso é amplamente utilizada na construção de arcos arquitetônicos, domos de catedrais e até iglus. Geralmente, pontes pênseis assumem a forma de uma parábola, embora frequentemente esta forma seja confundida com a catenária.

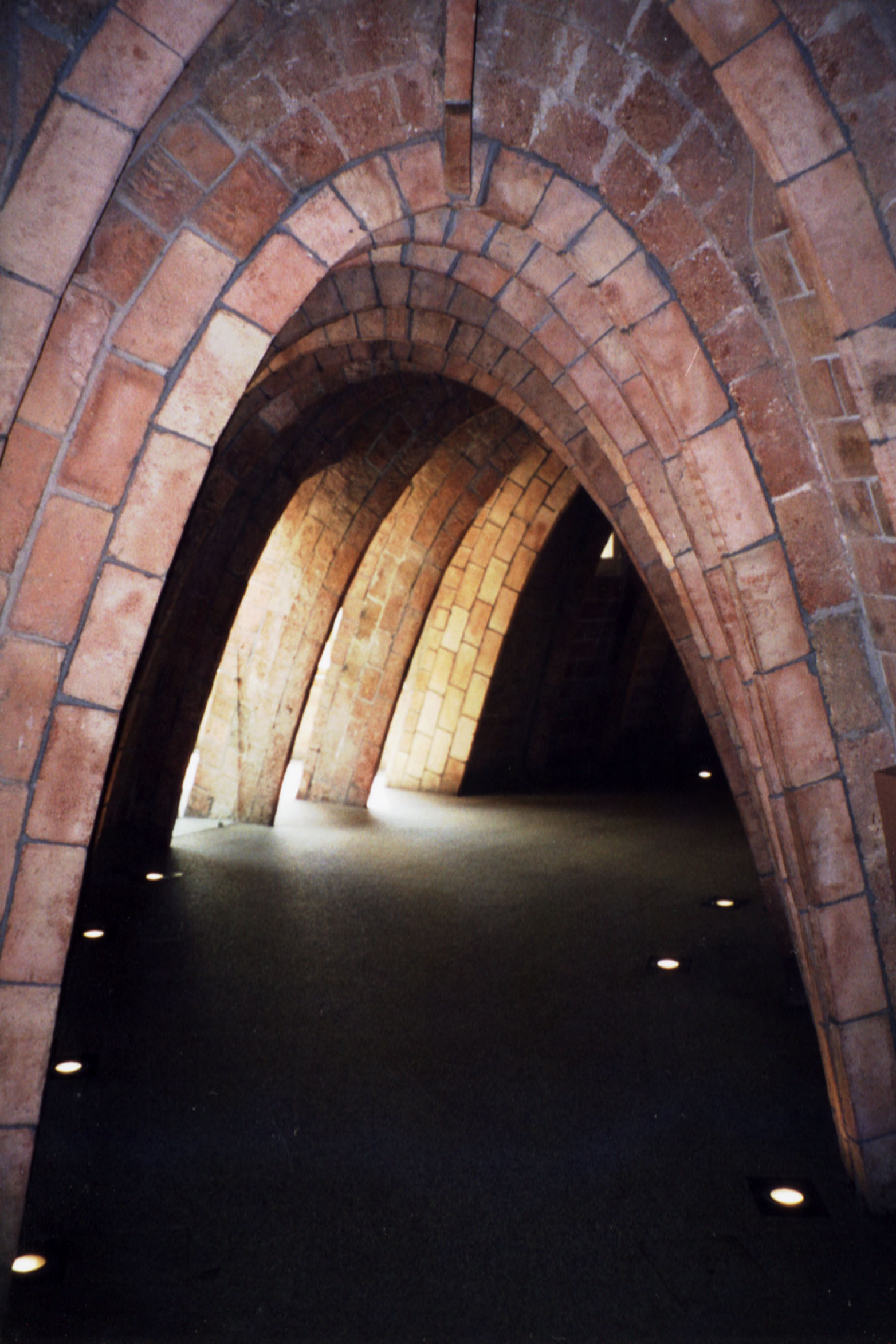
Arcos em forma de catenárias invertidas na Casa Milà (Barcelona, Espanha).
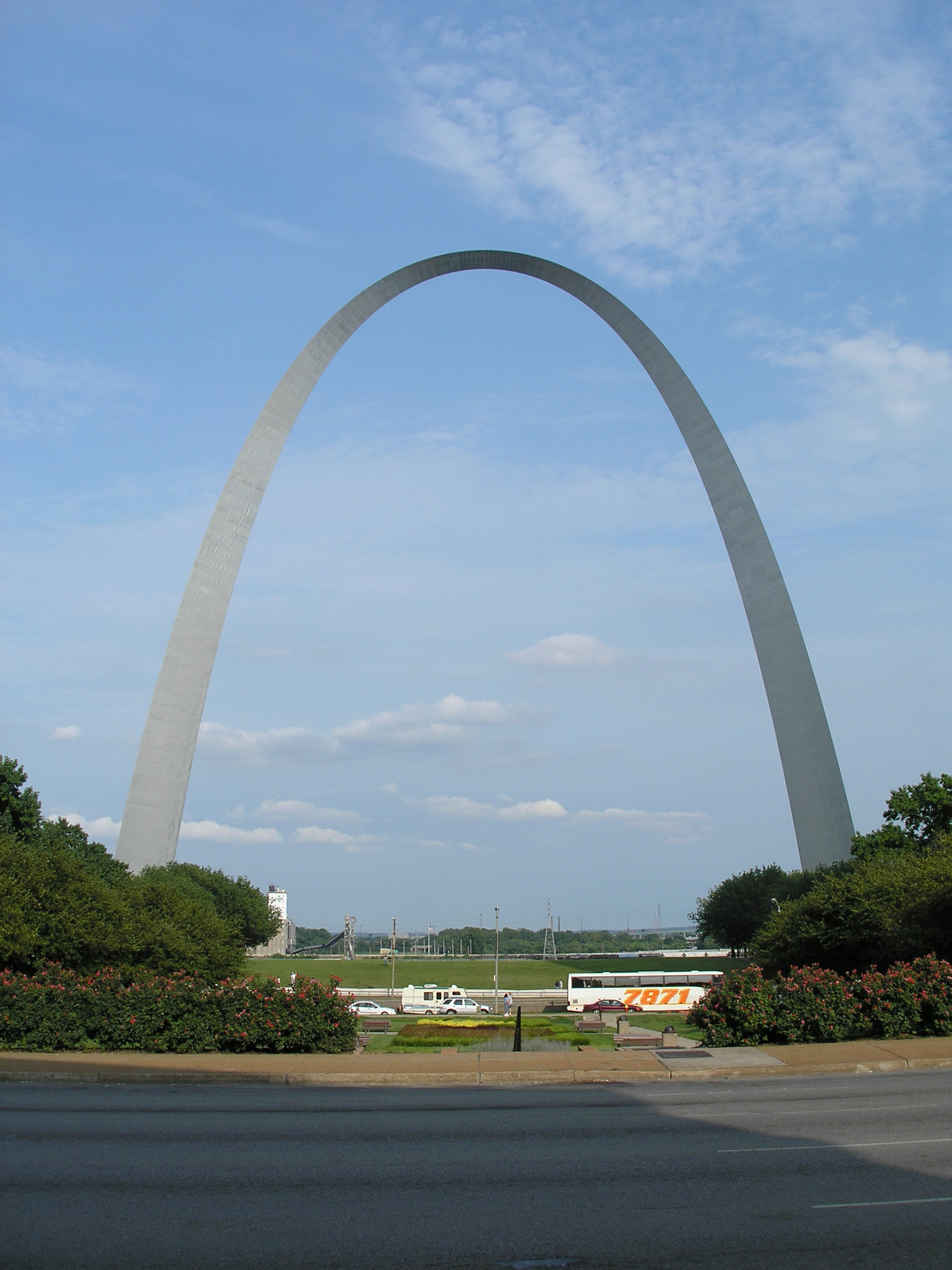
Gateway Arch: Arco em forma de catenária invertida achatada (St. Louis, Estados Unidos).
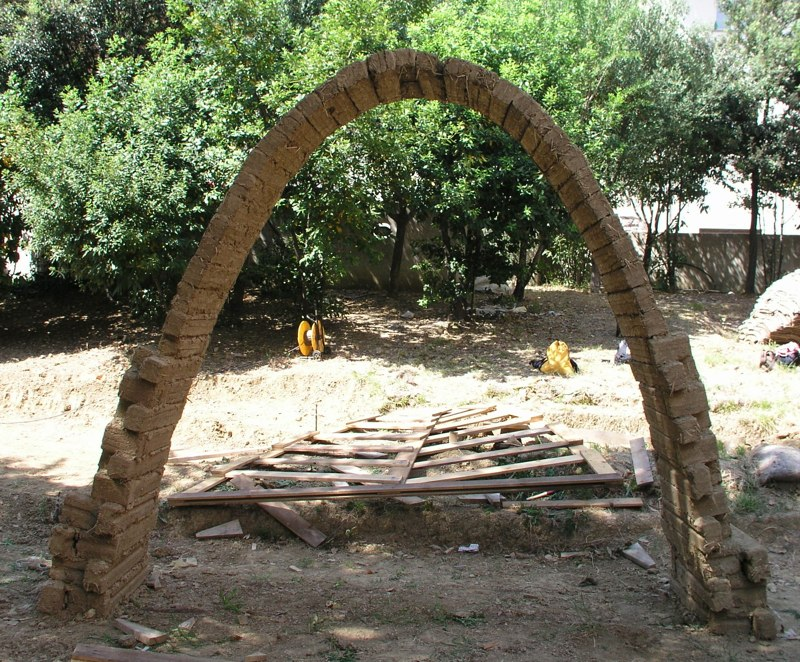
Arco em forma de catenária invertida de tijolos de barro.
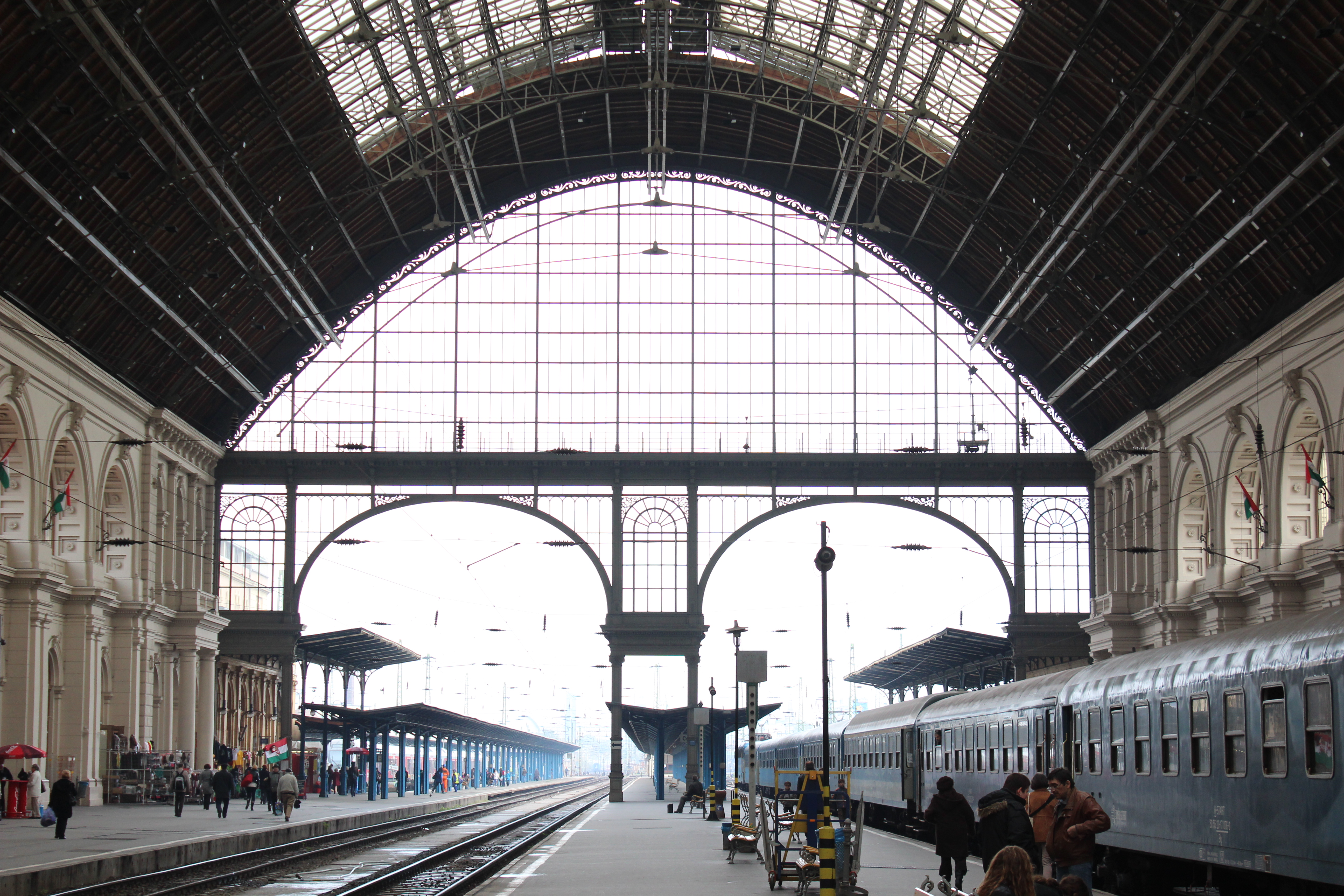
Teto da estação ferroviária Keleti tem forma de catenária invertida (Budapeste, Hungria).
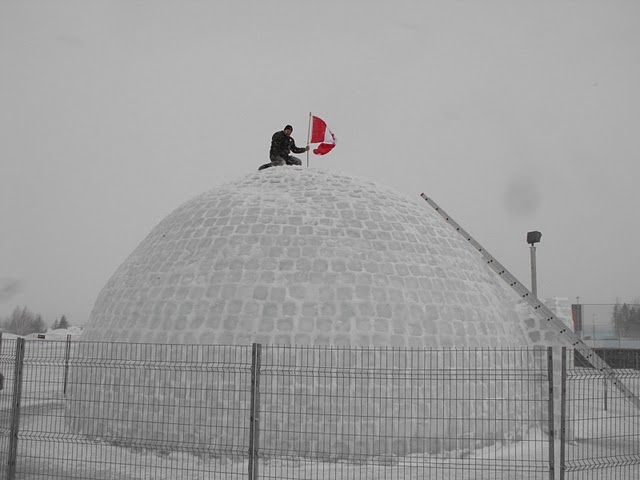
Iglus são construídos com base na forma da catenária invertida (considerando a seção).
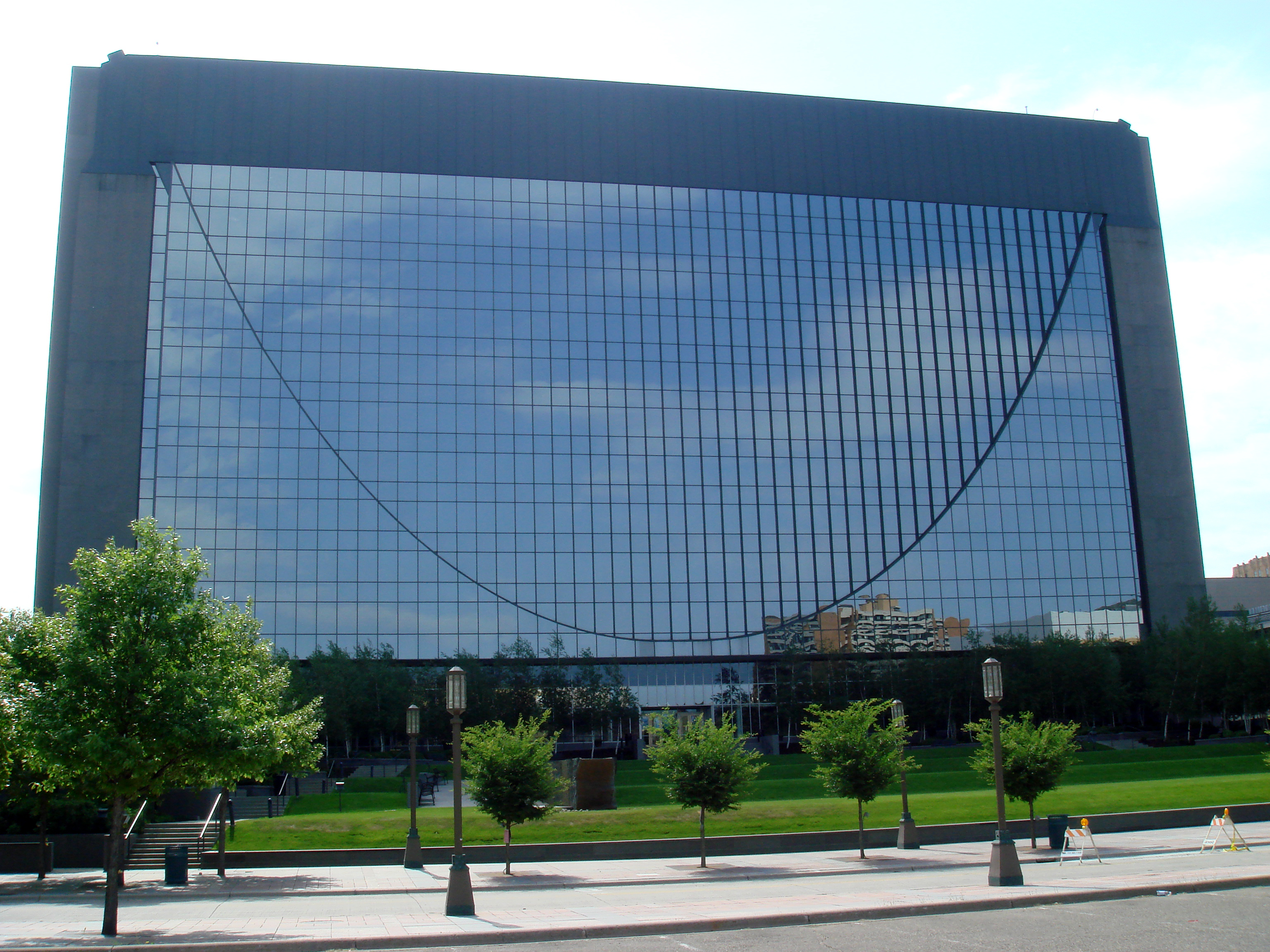
Marquette Plaza, arranha-céu com arco de catenária em seu design (Mineápolis, Estados Unidos).
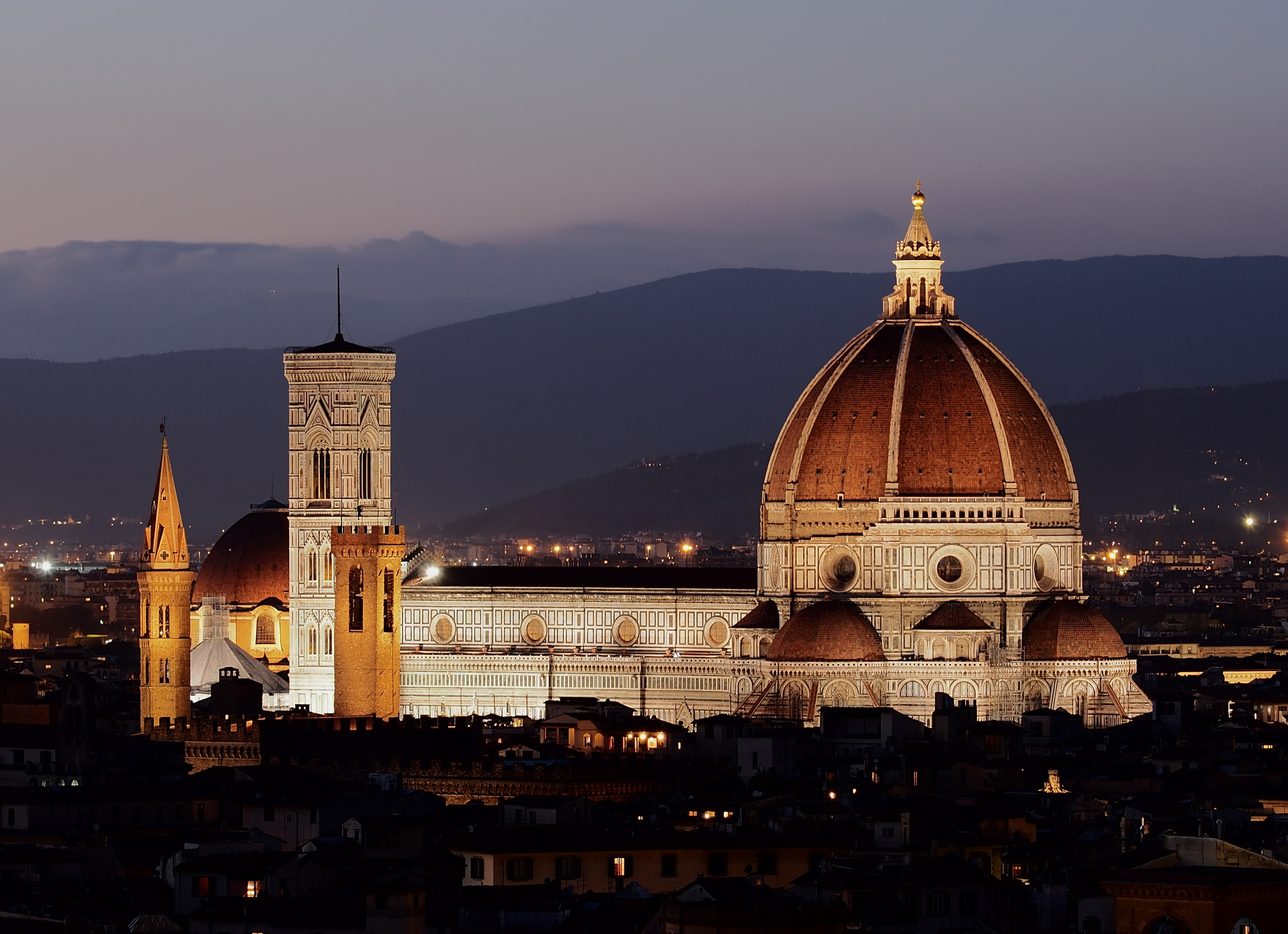
O domo da Catedral Santa Maria del Fiore tem a forma de uma catenária invertida (considerando a seção (Florença, Itália).

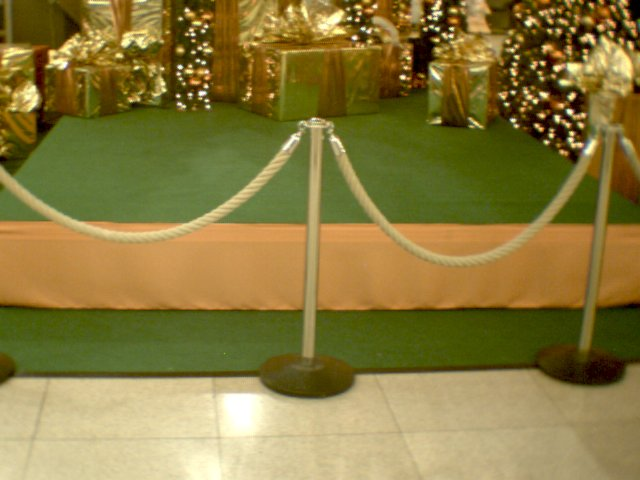
Cabos suspensos entre dois pontos formando catenárias.
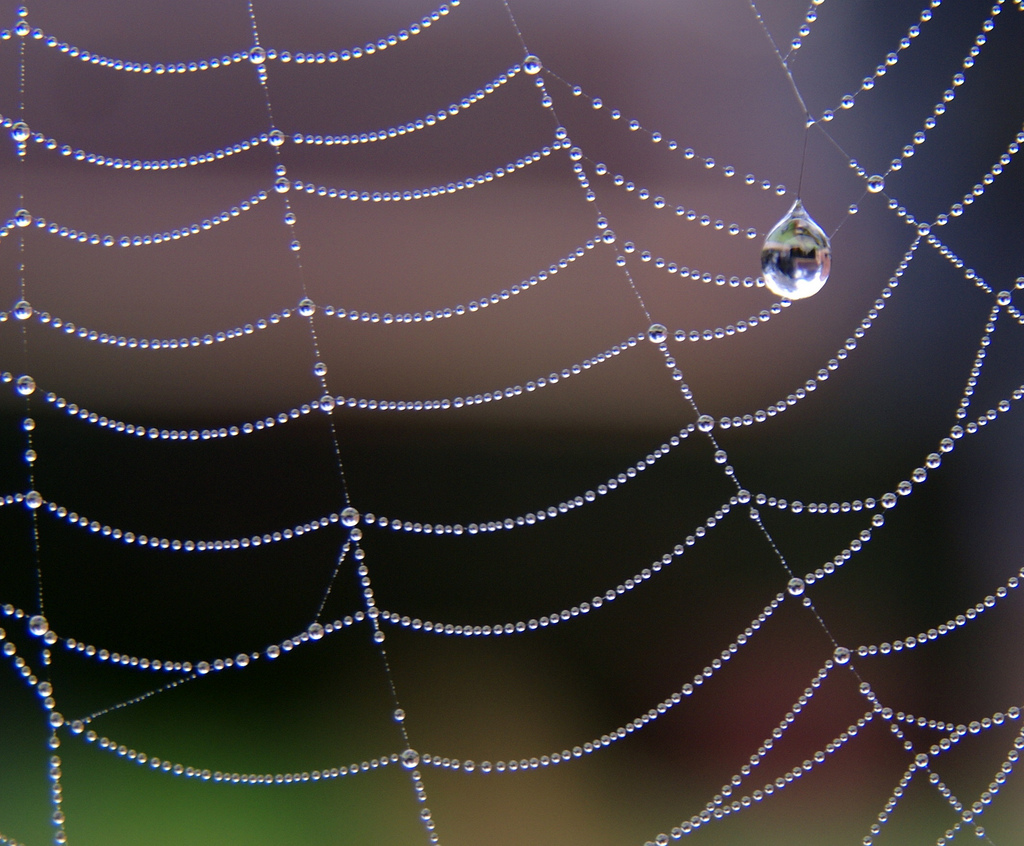
Catenárias em uma teia de aranha
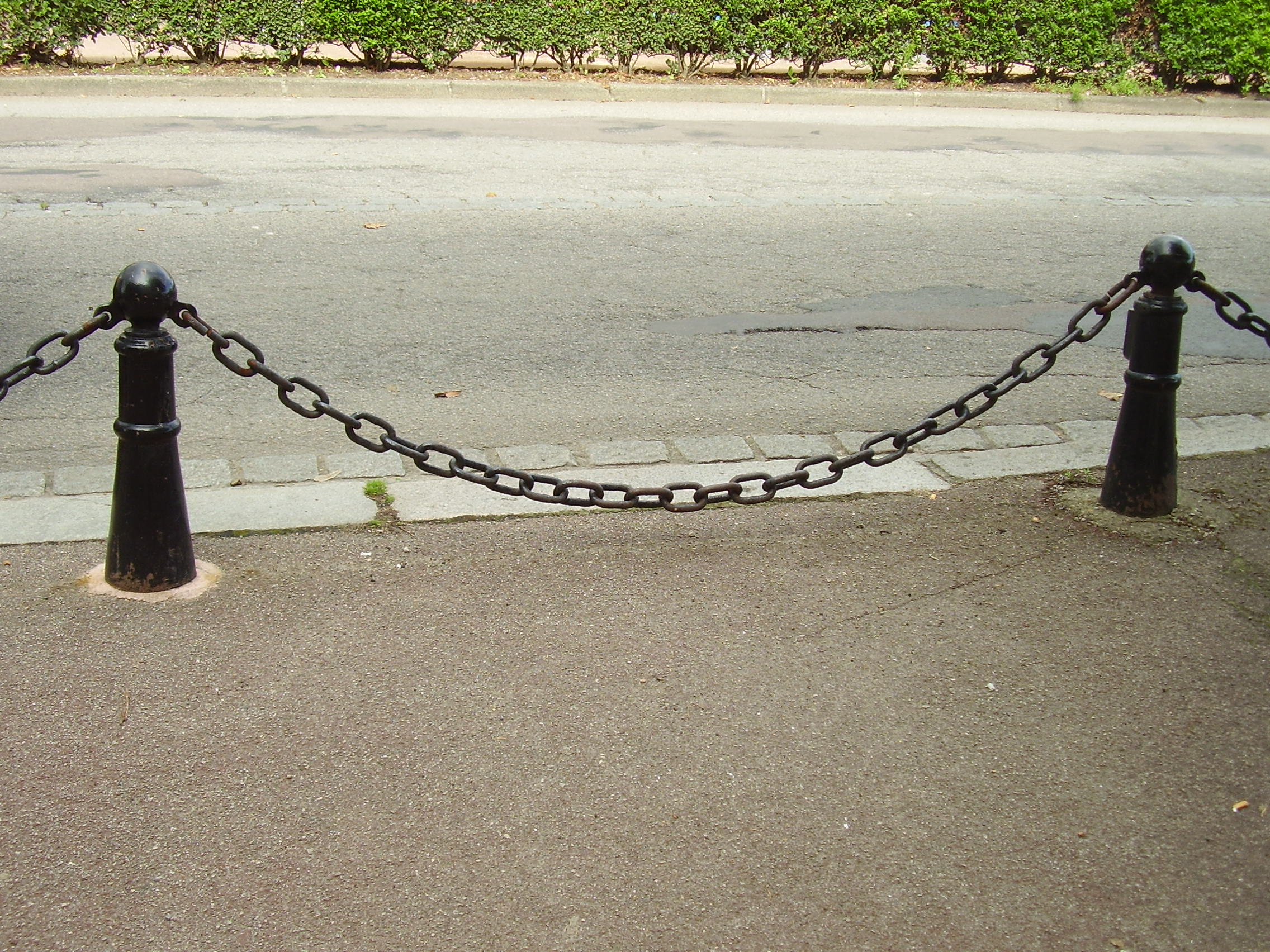
Corrente suspensa formando uma catenária.